# Državljanska lista

Altes Logo unter dem ehemaligen Parteinamen Gregor Virants Bürgerliste

Die Državljanska lista (deutsch: Bürgerliste, kurz DL) ist eine politische Partei in Slowenien, die als liberal angesehen wird.

## Geschichte
Gegründet wurde die Partei im Oktober 2011 auf Betreiben Gregor Virants unter dem Namen Državljanska lista Gregorja Viranta (deutsch: Gregor Virants Bürgerliste, kurz LGV).
Im April 2012 erfolgte die Umbenennung in den aktuellen Namen Državljanska lista.
Am 9. November 2012 wurde sie offiziell Mitglied bei der Allianz der Liberalen und Demokraten für Europa (ALDE). Stand Mai 2015 wird sie dort nicht mehr als Mitglied geführt.

## Ausrichtung
Die Partei setzt sich für einen bürgerfreundlichen Staatsapparat ein, für Abbau von Bürokratie, Reduzierung der Staatsausgaben und den Rückzug des Staates aus der Wirtschaft.

## Wahlen
Bei ihrem erstmaligen Antritt zur Parlamentswahl 2011 gelang ihr mit 8,4 % der Einzug in die Staatsversammlung. Bei der Europawahl 2014 erreichte sie nur 1,14 % und blieb ohne Mandat, ebenso wie bei der Parlamentswahl 2014, wo sie mit 0,6 % sehr deutlich an der 4-%-Hürde scheiterte. 

## Regierungsbeteiligung
Seit Februar 2012 war die Partei an der Mitte-rechts-Regierung unter Ministerpräsident Janez Janša beteiligt. Aufgrund der Korruptionsaffaire Janšas zog sie sich im Januar 2013 aus der Regierung zurück; diese verfügte damit nicht mehr über eine Mehrheit im Parlament.
Die DL war an der von März 2013 bis September 2014 amtierenden 4-Parteien-Koalitionsregierung von Ministerpräsidentin Alenka Bratušek beteiligt.